# Translink Cup
La Trlanslink Cup o Roar Against Racism Trophy è stata una competizione calcistica amichevole a cadenza annuale nata nel 2007, svoltasi in Australia. La manifestazione consisteva in una partita di beneficenza tra la compagine australiana del Brisbane Roar più un altro club. La partita si svolgeva al Suncorp Stadium di Brisbane, e veniva usata da entrambe le squadre per prepararsi per la stagione regolare. Quest'evento sportivo, sponsorizzato dall'azienda di trasporti Translink, fu istituito per promuovere la lotta al razzismo nel panorama calcistico.
L'ultima edizione, svoltasi nel luglio del 2010, è stata vinta dagli inglesi dell'Everton. Nonostante la fine della manifestazione, la società di Brisbane ha comunque mantenuto l'abitudine di organizzare partite amichevoli di grande risonanza mediatica contro altre compagini, provenienti principalmente da campionati europei.

## Edizioni
| Edizione | Data       | Squadra di casa | Squadra ospite    | Risultato |
| -------- | ---------- | --------------- | ----------------- | --------- |
| I        | 01-07-2007 | Brisbane Roar   | Supersport United | 4 - 1     |
| II       | 12-07-2008 | Brisbane Roar   | Palmeiras         | 3 - 1     |
| III      | 12-07-2009 | Brisbane Roar   | Celtic            | 0 - 3     |
| IV       | 10-07-2010 | Brisbane Roar   | Everton           | 1 - 2     |